# 产前发育
產前發育包括胎生動物妊娠期間胚胎和胎兒的發育。 產前發育從受精開始，處於胚胎發育的萌發階段，並在胎兒發育中持續到出生。
人類胚胎的發育在受精之後，並隨著胎兒的發育而繼續。 到孕齡第 10 週結束時，胚胎已獲得基本形態，稱為胎兒。 下一個時期是胎兒發育時期，許多器官發育完全。 這個胎兒時期被局部（按器官）和按時間順序（按時間）描述，主要事件按胎齡列出。
胚胎發育的早期階段在所有哺乳動物中都是相同的。 所有動物分類群的後期發育階段和妊娠期長短各不相同。

## 周期的定义

孕期阶段。绿色标记为胚胎发育。周和孕月均已用数字标记。

### 周產期
周產期（又稱圍產期，台湾称周产期，源于希腊语peri“周圍”和拉丁语nasci“出生”）指“在大约出生的时候”，意指产前 、产时和产后的一段特定时期。围产期随医学进步或地域发展而有不同定义；目前世界卫生组织 WHO 及国际疾病分类 ICD-10 定义为：自22孕周末（满154天，此时体重约500克）至产后7天。在许多发展中国家及中国大陆，围产期被认为是：自28孕周末开始（体重约大于1000克）至产后7天，以此来计算围产期相关的统计指标。
围生儿（perinatal infants）是指围生期的胎儿和新生儿，可定义为：体重超过1000 g、妊娠满28周的胎儿至生后1周以内的新生儿；围生儿很容易受到胎内、分娩过程中及出生后各种因素的影响而患病，甚至死亡，所以围生儿死亡率是衡量一个国家和地区妇幼卫生工作质量的重要指标。围生儿死亡率是指每一千名1000 g以上的出生儿（包括死婴、死胎、死产）中的死胎、死产和1周以内死亡的新生儿数。

### 围生医学
围生（期）医学（perinatology）则是介于儿科学和妇产科学之间的边缘学科，研究胎龄28周至出生后不满1周的小儿，其重要性源于胎儿经历了从宫内向宫外环境转换阶段，受环境因素影响颇大，死亡率和发病率均居人一生之冠，尤其是生后24小时内。围生医学涉及了产科、新生儿科和遗传、生化、免疫、生物医学工程等领域，与提高人口素质、降低围生儿死亡率密切相关。

### 产前期
产前期（英語：antepartum period）（源于拉丁语ante“之前”和parere“诞生”）字面上就是相当于生產前（prenatal）（拉丁语pre- “之前”和nasci“出生”）。 然而，实际上， 产前（antepartum）通常是指孕期24周或26周直至出生之间的时期，例如产前出血（antepartum hemorrhage）。

## 受精
当精液進入阴道後，精子通过子宫颈和子宫进入输卵管，而卵细胞的受精通常发生在输卵管。许多精子必须协力穿透围绕在卵子外面的厚厚的保护壳状屏障。 第一个充分穿透进入卵细胞的精子提供它所携带的遗传物质（DNA）。然后卵细胞开始极化，抵挡住其他精子的穿透。 由此产生的组合被称为一个受精卵，一个全新的具有独特基因的人类有机体。“怀孕”可以是指受精時或在子宫内着床形成孕体这个时间， 因此这个术语一直有争议。
每个卵子在受精之前都包含有一套完整的人类基因组 ，包括一个单一的X染色体，但没有Y染色体。同样，每个精子包含了一套完整的常染色体和一个单一的性染色体X或Y。人类合子体细胞的大多是类似的，因为它包含了两个副本中的二倍体基因组的染色体。一套染色体来自于卵细胞的细胞核，另一套染色体来自于精子的细胞核。
如果精子携带的是Y染色体，那么受精卵就是男性；如果精子携带的是X染色体，那么受精卵就是女性。 与X染色体不同，Y染色体携带的遗传信息很少。然而，Y染色体上含有一个SRY基因，它在以后的阶段中会开启产生雄激素的开关，引导向男性的体型发展。Y染色體全然來自男方，而與此大不相同的是，受精卵的线粒体遗传信息则通过卵细胞而全部来自于母体。

### 胚胎期
人类的胚胎期开始于受精（精子进入卵细胞），一直持续到妊娠10个月。
在接下来的几天里，胚胎沿着输卵管往下。它从最开始的一个单细胞的合子，经过几次分裂形成一个球状细胞称为桑葚胚。并且伴随着细胞的不断分裂形成细胞间隙，这一阶段被称为囊胚。此时还没有细胞尺寸的增长，因为它受限于一條由糖蛋白構成的透明带，反而每次分裂产生更小的细胞。
胚囊大概在受精后的第五天到达子宫。在这里透明带溶解。这个过程类似于体外孵化中讓囊胚脫透明帶的带孵化。这就使得囊胚的滋胚层得以接觸并粘附于子宫内膜细胞。滋养外胚层最终将形成胚外的结构，如胎盘和羊膜。在着床的过程中，胚胎被植入子宫内膜。在大多数的成功怀孕中，在排卵后的8至10天胚胎植入(Wilcox et al. 1999)。胚胎、胚外膜和胎盘被统称为“孕体”。
胚胎开始出现快速增长以及胚胎的主要外部特征开始形成，这个过程被称为分化，产生不同类型的细胞（如血细胞，肾细胞，神经细胞）。在孕早期常会发生自然流产或流产，通常由遗传错误或畸形发育所导致。在这些关键时期（大部分是孕早期），胚胎发育易受到有毒有害物质的影响，如：
- 酒精，某些药物，和导致出生缺陷的毒素，如胎儿酒精综合症
- 感染（如风疹病毒或巨细胞病毒 ）
- 来自X-射线或放射治疗的辐射
- 营养不良，如缺乏叶酸导致脊柱裂

一般而言，在进化术语里如果某个结构在一种结构之前，意味着它在胚胎期出现的比其他的早，一般被称为 “个体系统发育”。例如，脊椎是鱼类、爬行动物和哺乳动物等所有脊椎动物的一个共同结构，而脊椎也是脊椎动物胚胎最早出现的一种结构。作为人类腦部最复杂部分的大腦最后发育。再演的概念不是绝对的，但它被公认为部分适用于人类胚胎的发展。

## 孕周的变化

### 孕龄和胚龄
孕龄：指从末次月经第一天的日期开始算的时间，受精在末次月经之后2周发生。
胚龄：通常用于测量胎儿的从受精开始的实际年龄。然而，由于月经历来作为估计孕/胚龄的唯一方法，如果没有其他说明仍可作为测量方式。实际上末次月经和受精之间的时间间隔相差2周。
因此，胚龄的第一周已经是孕龄的第三周了。
此外，周数的胚龄比胚胎/胎儿实际的年龄大。例如，在受精后一周胚龄为0。
下表总结了孕期妊娠周数的各种表达。
|      | 周 数 | 达到年龄(全周) |
| 妊娠 | x     | x-1            |
| 胚胎 | x-2   | x-3            |

### 1-2周
由于受精还未发生，孕齡1-2周的對應胚齡只是理论推断的数值，
孕龄：0周0天至1周加6天。从末次月经开始的1-14天
胚龄：-2周到-1周

### 第3周
孕龄：2周0天至2周加6天。从末次月经开始的15-21天。
胚龄：平均1周。受精后1-7天。
- 受精的卵细胞形成一个新的有机体，人类受精卵（受精第1天[10]）
- 受精卵进行有丝分裂，但尺寸不增大。这种细胞分裂也被称为卵裂。空腔形成，标志着囊胚阶段。（受精1.5到3天[10]）
- 胚囊含一个薄边的滋胚层细胞和在胚囊一端的一團包含胚胎幹细胞的“胚胎极”
- 胚胎从蛋白质（透明带）壳孵化，并植入母体的子宫内膜（受精第5-6天 [10]）
- 如果发生分离形成同卵双胞胎，有1/3會在第5天前发生。[11]

### 第4周
孕龄：3周0天至3周加6天。 从末次月经的22-28天。
胚龄：平均2.1周。受精后8-14天。
- 原始胚胎细胞的滋养层细胞增生并植入子宫内膜。它们将最终形成胎盘和胚膜。受精后7-12天囊胚完全植入。 [12]
- 卵黄囊形成。
- 胚胎干细胞变成兩個細胞厚的胚盤。
- 如果发生分离形成同卵双胞胎，有2/3会发生在第5天至第9天。 如果发生在第9天以后即存在显著连体双胞胎风险。
- 原条发育。 （受精后13天。[12]）
- 主茎绒毛出现。 （受精后13天。[12]）

### 第5周
孕龄：4周0天至4周加6天。从末次月经的29-35天。
胚龄：平均3.2周。受精后的15-21天。
- 在胚胎盘的中心形成脊索。（受精后16天。[12]）
- 原肠胚开始形成。（受精后16天。[12]）
- 在脊索和脑胀的一端形成一个神经沟（未来脊髓）。神经元节出现（受精后18天。[12]）
- 体节（未来脊椎的组成）形成。（受精后20天。[12]）
- 原始心脏管形成。 胚盘中的脉管系统开始发育。（受精后20天。[12]）

### 第6周
孕龄：5周0天至5周加6天。从末次月经的36-42天。
胚龄：平均4.3周。受精后22-28天。
- 胚胎长约4毫米（1/8英寸），并开始弯曲成C形。
- 心臟鼓起並进一步发展，开始有规律的跳动。原始隔膜出现。[12]
- 形成的面部和颈部的鳃弧和动脉沟等结构形成。
- 神经管关闭。
- 耳朵开始形成聽窩。
- 臂芽和尾巴开始出现。
- 肺的第一特征肺原基出现。[12]
- 肝脏的第一特征肝板开始出现。[12]
- 口咽膜破裂，将发育成未来的嘴。 [12]
- 囊性憩室及胰背芽出现，分別會形成胆囊和胰腺。 [12]
- 尿直肠隔形成，直肠和泌尿通路将分开。 [12]
- 脊髓的前角和后角分化。[12]
- 脾出现。 [12]
- 输尿管芽出现。 [12]

### 第7周
孕龄：6周0天至6周加6天。从末次月经的43-49天。
胚龄：平均5.4周。 受精后29-35天。
- 胚胎长约9毫米（1/4英寸）。
- 晶状体窝和视杯开始形成眼。
- 鼻坑形成。
- 脑部分成5个囊泡，其中包括早期的端脑。
- 腿芽形成和手臂上开始形成平桨状手。
- 连接卵黄囊和绒毛膜的原始血管中开始有血液流动。
- 肾脏的前身——後腎开始发育。
- 最初的胃分化开始。[13]

### 第8周
孕周：7周0天至7周加6天。从末次月经的50-56天。
胚龄：平均6.5周。受精后36-42天。
- 胚胎长约13毫米（1/2英寸）。
- 肺部开始形成。
- 脑部继续发育。
- 胳膊和腿部延长出明显的手脚部位。
- 手和脚有了手指和足趾，但仍有蹼连接。
- 可以看出性腺脊。
- 淋巴系统开始发育。
- 外生殖器开始发育。

### 第9周
孕龄：8周0天至8周加6天。从末次月经的57-63天。
胚龄：平均7.6周。受精后43-49天。
- 胚胎长约18毫米（3/4英寸）。
- 通过多普勒胎心仪可以听到胎心音（心脏跳动的声音）。
- 乳头和毛囊开始形成。
- 可以看出肘部和脚趾。
- 通过超声波可以检测到自发的肢体运动。
- 所有重要的器官至少已经开始發育。
- 卵黄管关闭。

## 胎儿期
从妊娠第10周开始发育中的有机体，即胚胎满8周，称为胎儿。
此时胎儿的所有主要器官已经形成，并将继续发育和生长。
由于此时所有主要器官的前体已经形成，胎儿期是随着孕龄改变发生的器官和一系列的变化。
由于此时器官的前体已经形成，相对于胚芽期胎儿对于环境中的损害没那么敏感。相反，毒素暴露往往会造成生理异常或轻微的先天性畸形。

### 器官的变化
每个器官都有其自身的发育过程。
- 循环系统的发育
  - 心脏的发育
- 消化系统的发展
  - 牙齿的发育
- 内分泌系统的发展
- 皮肤系统的发展
- 淋巴系统的发展
- 肌肉系统的发展
- 神经系统的发育
- 泌尿生殖系统的发展
  - 生殖系统的发展
    - 生殖腺的发展
- 呼吸系统的发展

### 10-12周
孕龄：9周0天至11周加6天。
胚龄：平均8-10周。7-9周龄。
- 胚胎长约30-80毫米（1.2-3.2英寸）。
- 在第八周时腹侧和背侧的胰芽融合。
- 肠部旋转折叠。
- 五官继续发育。
- 眼瞼发育更趋成熟。
- 耳朵的外部形态形成。
- 胎儿的头部占了将近胎儿身体一半。
- 具完整面部結構
- 眼睑闭合，直到约28周才可睁开。
- 将形成乳牙的齿芽出现。
- 四肢长而瘦。
- 胎儿可以用手指握拳。
- 可以辨别出生殖器。
- 肝脏中产生血紅细胞。

### 13-16周
孕龄：12周0天至15周加6天。
胚龄：平均11-14周。10-13周龄。
- 胎儿长约约15厘米（6英寸）。
- 头部长出被称为胎毛的细绒毛。
- 胎儿的皮肤几乎是透明的。
- 形成更多的肌肉组织和骨，骨骼变硬。
- 胎儿进行主动运动。
- 嘴巴做出吸吮动作。
- 肠道产生胎粪。
- 肝脏和胰腺产生的流体分泌物。
- 从第13周开始，产科用超声进行性别鉴定准确率可达100％。 [14]
- 15周时，外生殖器的主要发育已完成。

### 第19周
孕龄：18周龄。
胚龄：平均17周。16周龄。
- 胎儿长约20厘米（8英寸）。
- 胎毛覆盖整个身体。
- 眉毛和睫毛出现。
- 手指和脚趾上出现指甲。
- 胎儿肌肉的增加明显。
- “胎动”发生（母亲和其他人可以感觉到胎儿的活动）。
- 用听诊器可以听到胎儿的心跳

### 第23周
孕周：22周龄。
胚龄：平均21周。20周龄。
- 胎儿长度达到28厘米（11.2英寸）。
- 胎儿体重约925克。
- 形成完整的眉毛和睫毛。
- 眼睛的所有結構完成发育。
- 胎儿的手有惊跳反射。
- 脚印和指纹继续形成。
- 肺部形成肺泡（气囊）

### 第27周
孕周：26周龄。
胚龄：平均25周。24周龄。
- 胎儿达到的长度为38厘米（15英寸）。
- 胎儿的重量约1.2公斤（2磅11盎司）。
- 脑部迅速发展。
- 神经系统发展到足以控制某些身体功能。
- 眼睑开闭。
- 耳蜗发育成熟，部分听觉系统神经髓鞘将继续发育直到出生后的18个月。
- 还不成熟的呼吸系统已经发育到气体交换的地步。

### 第31周
孕龄：30周龄。
胚龄：平均29周。28周龄。
- 胎儿长约38-43厘米（15-17英寸）。
- 胎儿重量约1.5公斤（3磅0盎司）。
- 体内脂肪量迅速增加。
- 有节奏的呼吸运动发生，但肺没有完全成熟。
- 传达感官输入的丘脑连接形成。
- 骨骼发育成熟，但仍保持柔韧。
- 胎儿体内开始存储大量的铁，钙，磷。

### 第35周
孕龄：34周龄。
胚龄：平均33周。32周龄。
- 胎儿长约40-48厘米（16-19英寸）。
- 胎儿的重量约为2.5至3公斤（5磅12盎司至6磅12盎司）。
- 胎毛开始消失。
- 身体脂肪增加。
- 指甲覆盖到指尖。
- 在36周出生的婴儿具有较高的生存几率，但可能需要医疗介入。

### 36至40周
孕龄：35周0天至39周加6天。
胚龄：平均34-38周。33-37周龄。
- 胎龄至第39周末的胎儿被认为是足月胎儿。
- 可能长约48至53厘米（19英寸至21英寸）。
- 上臂和肩部外的胎毛消失。
- 指甲超出指尖长度。
- 男性和女性均有乳腺小芽。
- 此时头发已经变得粗而浓密。

出生后将继续发育以适应宫外生活和儿童发展阶段的发展。

## 营养
胎儿经过3个阶段从母体获取营养：
1. 吸收阶段：受精卵接受输卵管和子宫腔中的细胞质和分泌物的滋养。
2. 组织胞浆转移： 在受精卵着床后及子宫胎盘循环建立之前，胎儿的营养来自滋养层细胞剥落产生的蜕膜细胞和母血。
3. 血液营养阶段：妊娠第三周后，营养物质经绒毛间隙进入胎儿体内。

## 生长速度
孕期胎儿的生长速度是呈线性增长的，在孕37周后趋于平缓。 胎儿的生长速率反映在每孕周的体重上，并有孕周对应的预期体重。出生体重在正常范围内的婴儿所在孕周被称为适合孕周（AGA）。异常的生长速度减慢会导致低体重婴儿，相反，异常的生长速度加快则会导致巨大儿。生长速度减慢和早产是导致低出生体重的两个因素。低出生体重（低于2000g）将增加精神分裂症的可能性提高近4倍。
生长速度可以大致通过腹部触诊所得的宫高进行估算。通过产科的超声检查可以进行更精确的测量。

### 影响生长速度的因素
贫穷
贫困与贫乏的产前保健相关，并影响到胎儿的发育。在贫困地区的妇女更有可能生出低体重的早产儿。许多孕妇没有接受过教育，因此对吸烟、酗酒及药物等影响胎儿生长速度的因素缺乏风险意识。在贫困地区的妇女更容易患病，这对胎儿的发育是有害的。
母亲的年龄
16岁至35岁之间的女性比16岁以下或35岁以上的女性能给胎儿一个更健康的生长环境。 这个年龄段的女性併發症的可能性更少。 35岁以上的女性可能增加分娩时间，这有可能导致母亲或胎儿的死亡。16岁以下和35岁以上的女性存在较高的未足月产（早产儿）的风险，并且这种风险在贫穷妇女中增加，包括非裔美国人和吸烟的女性。年轻的母亲更有可能进行高风险的行为习惯，如饮酒，毒品或吸烟，这些将对胎儿造成不利后果。年轻母亲的早产儿更可能存在影响他们的应对能力的神经系统缺陷，如易怒、失眠、哭泣等。40岁以上女性生下的婴儿存在智力缺陷的唐氏综合症风险。 青少年母亲和35岁以上的母亲发生流产、早产和出生缺陷的风险更高。
药物使用
11％的胎儿在孕期间受到非法使用的药物影响。孕妇摄入的药物在胎盘代谢，然后传给胎儿。当使用药物（毒品）时，将存在更大的出生缺陷、低出生体重、及婴儿死亡或死胎风险。孕期用药会使出生后的婴儿出现极度烦躁、哭闹以及存在婴儿猝死综合征（SIDS）风险。药物中的化学物质会导致出生后的婴儿上瘾。大麻会减缓胎儿的生长速率并导致早产，同时导致低出生体重、缩短妊娠时间及发生分娩并发症。海洛因会中断胎儿发育、死胎并导致多种出生缺陷。海洛因同样会造成早产，提高流产風險，導致面部异常和影响头部大小，并造成胎儿的肠胃异常。海洛因也增加婴儿猝死综合征、中枢神经系统功能紊乱及发生包括震颤，睡眠障碍和癫痫的各種神经系统功能障碍的风险。胎儿也存在低出生体重和呼吸系统问题的巨大风险。摄入可卡因会导致嬰兒擁有較小的大腦，造成学习障碍，也會使胎儿处于死胎和早产的高风险；也可能导致低出生体重，损害中枢神经系统及造成运动功能障碍。
酒精
酒精会导致胎儿大脑发育的中断，干扰胎儿的细胞组织发育，影响中枢神经系统的成熟。酒精会导致心脏和其他主要器官缺陷，如较小的大脑，从而影响胎儿的学习行为。孕期饮酒将导致孩子的行为问题，心理障碍和面部畸形（意味着更小的眼睛、薄上唇等），同时还将增加流产和死胎风险，或低出生体重。胎儿酒精综合征（FAS）是因母亲在孕期摄入过多酒精而引起的一种发育障碍。患有酒精综合征的孩子具有各式各样的显著不同的面部特征，脑部异常和认知缺陷。 
吸烟和尼古丁
母亲在孕期吸烟即令其胎儿暴露于尼古丁，焦油和一氧化碳之下。 尼古丁會造成血管收缩，导致供给胎儿的血流量减少；一氧化碳降低胎儿的供氧量，兩者都将會导致死胎、低出生体重和宫外孕，同时婴儿猝死综合征风险增加。尼古丁同样增加了流产、早产和婴儿死亡率的风险。孕期吸烟会导致低出生体重和早产儿，同时由于吸烟影响了胎儿的呼吸系统，从而提高了婴儿哮喘风险及与儿童哮喘相关。
疾病
如果母亲感染了一种疾病，胎盘不能过滤掉病毒携带者并感染到胎儿。那么婴儿出生时将携带有由母亲传播来的病。
母亲的饮食和身体健康
一个健康的胎儿需要充足的营养。铁缺乏将导致胎儿贫血；钙的缺乏将影响骨骼和牙齿的形成；蛋白质的缺乏可导致较小的胎儿和智能障碍。
母亲的产前抑郁症
一项研究发现，母亲的产前抑郁症将产生不良的围产期结果，如胎儿生长较慢。孕产妇的皮质醇水平在调节过程中发挥重要作用。
环境毒素
毒素导致流产、不育和出生缺陷率较高。毒素包括胎儿暴露于铅、汞、乙醇或危险的环境中。
低出生体重
低出生体重会增加婴儿的长期增长和认知及语言缺陷的风险，缩短妊娠期间，并导致产前并发症。

## 胎儿血液学
胎儿造血首先发生在卵黄囊。在孕10周时造血功能转移到肝脏、脾和骨髓。短期内胎儿的总血量达到125毫升/公斤。

### 红细胞
胎儿早期发育的过程中产生巨成红细胞，短期内将成为正成红细胞。胎儿红细胞的寿命为80天，在孕40天左右会出现Rh抗原。

### 白细胞
妊娠2个月时胎儿的胸腺和脾脏开始产生白细胞。源于胸腺的淋巴细胞被称为T淋巴细胞，而源自骨髓的则被成为B淋巴细胞。这些淋巴细胞有短暂和长期的群体，短暂的T淋巴细胞通常存在于胸腺、骨髓和脾脏，而长期的T淋巴细胞存在于血液。胎儿体内的浆细胞由血液中的B淋巴细胞分化產生，其寿命为0.5〜2天。

## 胎儿内分泌
从妊娠4周始胎儿的甲状腺开始发育。从妊娠12周始胰岛素开始分泌。